# Moncayolle-Larrory-Mendibieu
Pour les articles homonymes, voir Larrory (homonymie), Mendibieu (homonymie) et Moncayolle (homonymie).
Moncayolle-Larrory-Mendibieu [mɔ̃kajɔl laʁɔʁi mɛ̃dibjø] (en basque: Mitikile-Larrori-Mendibile) est une commune française, située dans le département des Pyrénées-Atlantiques en région Nouvelle-Aquitaine.
Le gentilé est Mitikiltar.

## Géographie

### Localisation
La commune de Moncayolle-Larrory-Mendibieu se trouve dans le département des Pyrénées-Atlantiques, en région Nouvelle-Aquitaine.
Elle se situe à 50 km par la route de Pau, préfecture du département, à 24 km d'Oloron-Sainte-Marie, sous-préfecture, et à 8,6 km de Mauléon-Licharre, bureau centralisateur du canton de Montagne Basque dont dépend la commune depuis 2015 pour les élections départementales.
La commune fait en outre partie du bassin de vie de Mauléon-Licharre.
Les communes les plus proches sont : 
Espès-Undurein (2,6 km), Berrogain-Laruns (2,7 km), Arrast-Larrebieu (3,1 km), Viodos-Abense-de-Bas (3,8 km), Charritte-de-Bas (4,2 km), Chéraute (4,2 km), Angous (4,2 km), Lichos (4,8 km).
Sur le plan historique et culturel, Moncayolle-Larrory-Mendibieu fait partie de la province de la Soule, un des sept territoires composant le Pays basque,. La Basse-Navarre en est la province la plus variée en ce qui concerne son patrimoine, mais aussi la plus complexe du fait de son morcellement géographique. Depuis 1999, l'Académie de la langue basque ou Euskalzaindia divise le territoire du Labourd en six zones,. La Soule, traversée par la vallée du Saison, est restée repliée sur ses traditions (mascarades, pastorales, chasse à la palombe, etc). Elle se divise en Arbaille, Haute-Soule et Basse-Soule, dont fait partie la commune.

### Communes limitrophes
Les communes limitrophes sont  Angous, Arrast-Larrebieu, Berrogain-Laruns, Chéraute, Gurs, L'Hôpital-Saint-Blaise, Sus et Viodos-Abense-de-Bas.
| Arrast-Larrebieu                          | Angous                       | Sus                    |
| Viodos-Abense-de-Bas (par un quadripoint) | Moncayolle-Larrory-Mendibieu | Gurs                   |
| Berrogain-Laruns                          | Chéraute                     | L'Hôpital-Saint-Blaise |

### Hydrographie

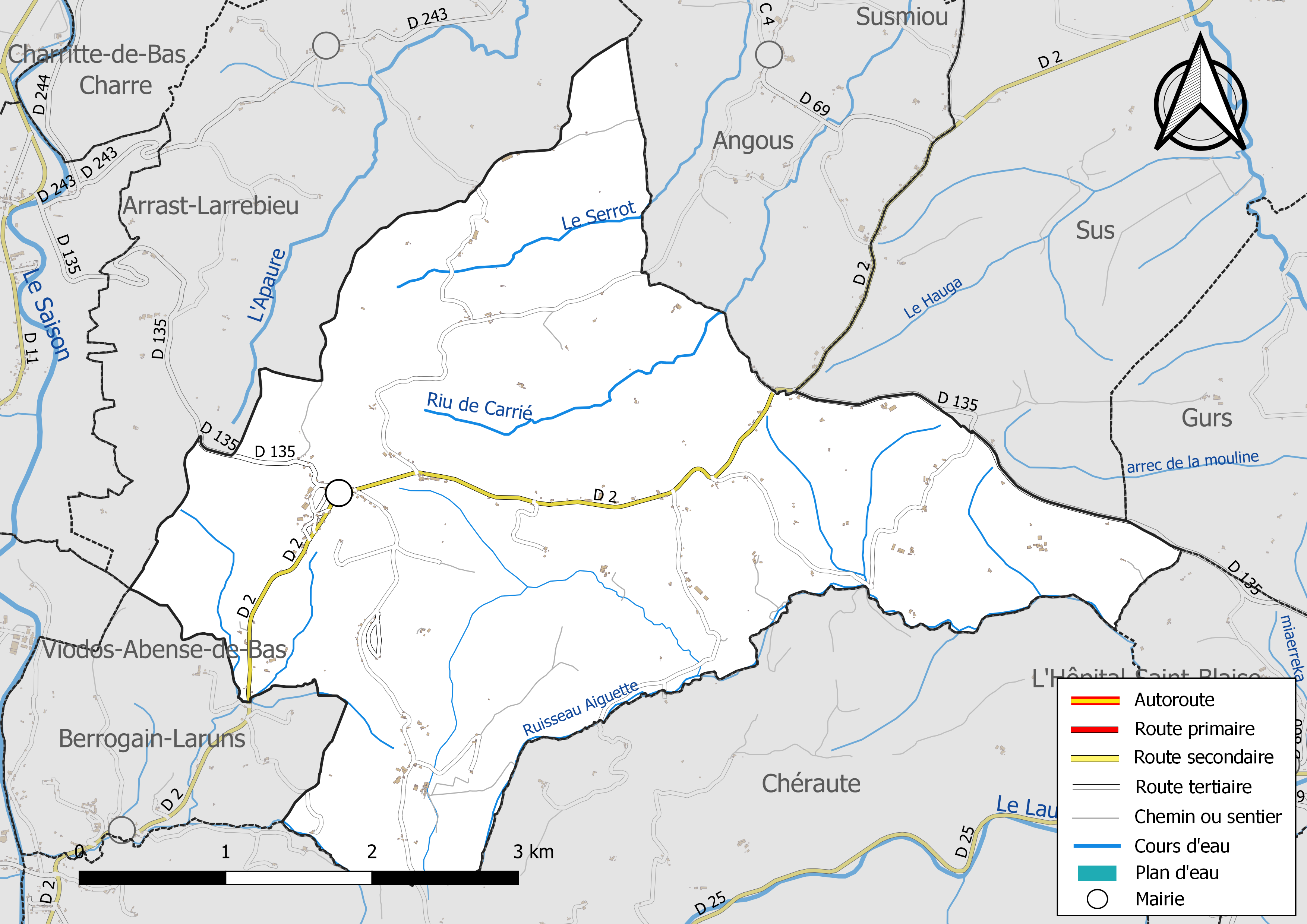
Réseaux hydrographique et routier de Moncayolle-Larrory-Mendibieu.

La commune est drainée par l'Apaure, le Serrot, Riu de Carrié, le ruisseau Aiguette, et par divers petits cours d'eau, constituant un réseau hydrographique de 16 km de longueur totale,.
L'Apaure, d'une longueur totale de 11,2 km, prend sa source dans la commune d'Arrast-Larrebieu et s'écoule du sud vers le nord. Il traverse la commune et se jette dans le Saison à Nabas, après avoir traversé 5 communes.

### Climat
Pour des articles plus généraux, voir Climat de la Nouvelle-Aquitaine et Climat des Pyrénées-Atlantiques.
Historiquement, la commune est dans une zone de transition entre les climats océaniques aquitain et basque.  
En 2020, Météo-France publie une typologie des climats de la France métropolitaine dans laquelle la commune est exposée à un climat de montagne et est dans la région climatique Pyrénées atlantiques, caractérisée par une pluviométrie élevée (>1 200 mm/an) en toutes saisons, des hivers très doux (7,5 °C en plaine) et des vents faibles.
Pour la période 1971-2000, la température annuelle moyenne est de 13,2 °C, avec une amplitude thermique annuelle de 13,5 °C. Le cumul annuel moyen de précipitations est de 1 293 mm, avec 11,8 jours de précipitations en janvier et 8,7 jours en juillet. Pour la période 1991-2020, la température moyenne annuelle observée sur la station météorologique la plus proche, située sur la commune de Saint-Gladie-Arrive-Munein à 13,43 km à vol d'oiseau, est de 14,3 °C et le cumul annuel moyen de précipitations est de 1 323,1 mm,. Pour l'avenir, les paramètres climatiques de la commune estimés pour 2050 selon différents scénarios d’émission de gaz à effet de serre sont consultables sur un site dédié publié par Météo-France en novembre 2022.

### Milieux naturels et biodiversité

#### Réseau Natura 2000
Le réseau Natura 2000 est un réseau écologique européen de sites naturels d'intérêt écologique élaboré à partir des Directives « Habitats » et « Oiseaux », constitué de zones spéciales de conservation (ZSC) et de zones de protection spéciale (ZPS).
Deux sites Natura 2000 ont été définis sur la commune au titre de la « directive Habitats », : 
- « le Saison (cours d'eau) », d'une superficie de 2 200 ha, un cours d'eau de très bonne qualité à salmonidés[23] ;
- « le gave d'Oloron (cours d'eau) et marais de Labastide-Villefranche », d'une superficie de 2 547 ha, une rivière à saumon et écrevisse à pattes blanches[24] ;

#### Zones naturelles d'intérêt écologique, faunistique et floristique
L’inventaire des zones naturelles d'intérêt écologique, faunistique et floristique (ZNIEFF) a pour objectif de réaliser une couverture des zones les plus intéressantes sur le plan écologique, essentiellement dans la perspective d’améliorer la connaissance du patrimoine naturel national et de fournir aux différents décideurs un outil d’aide à la prise en compte de l’environnement dans l’aménagement du territoire.
Une ZNIEFF de type 1 est recensée sur la commune, : 
le « Lausset amont et zones tourbeuses associées » (190,06 ha), couvrant 11 communes du département.

## Urbanisme

### Typologie
Au 1er janvier 2024, Moncayolle-Larrory-Mendibieu est catégorisée commune rurale à habitat très dispersé, selon la nouvelle grille communale de densité à sept niveaux définie par l'Insee en 2022.
Elle est située hors unité urbaine. Par ailleurs la commune fait partie de l'aire d'attraction de Mauléon-Licharre, dont elle est une commune de la couronne,. Cette aire, qui regroupe 21 communes, est catégorisée dans les aires de moins de 50 000 habitants,.

### Occupation des sols

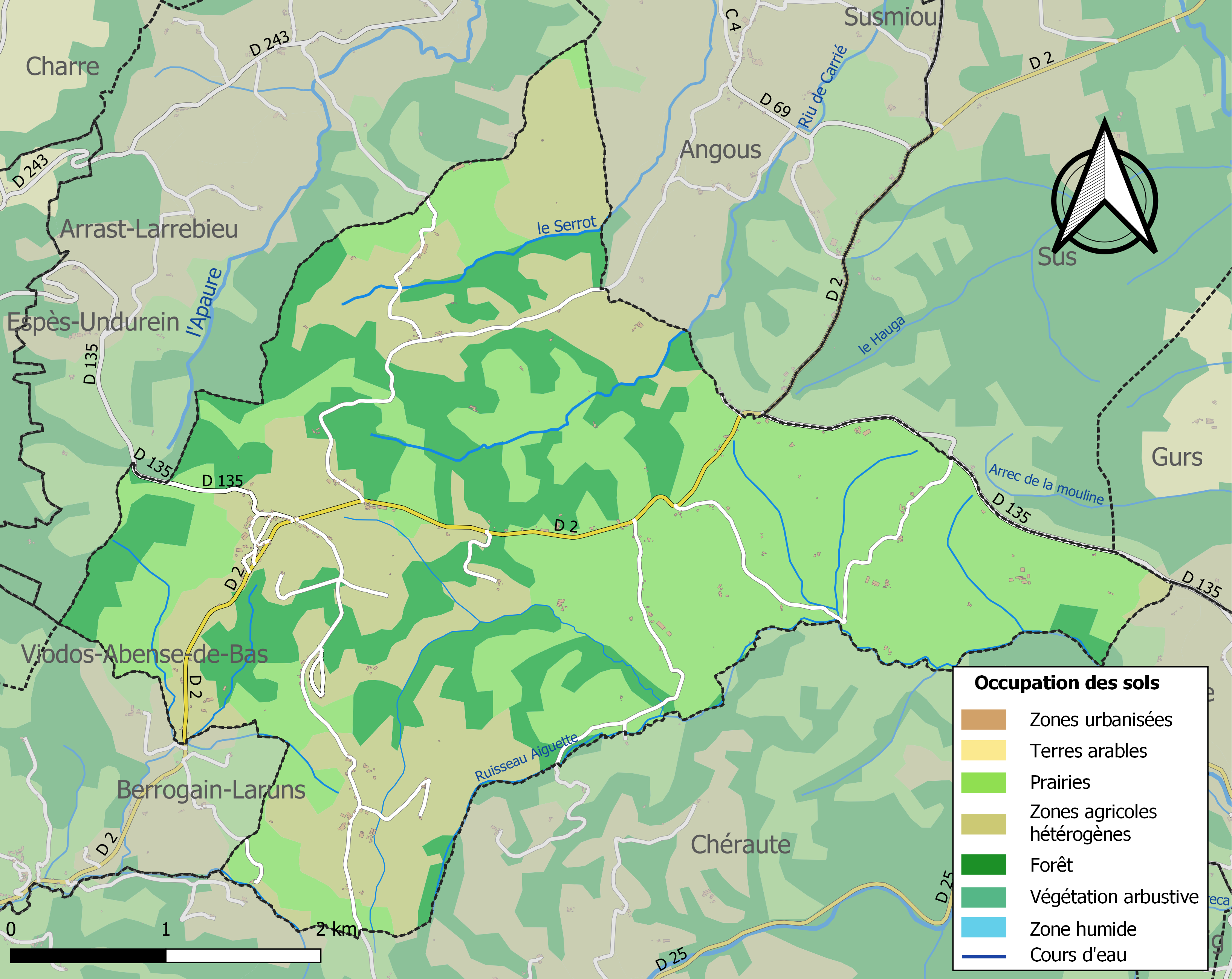
Carte des infrastructures et de l'occupation des sols de la commune en 2018 (CLC).

L'occupation des sols de la commune, telle qu'elle ressort de la base de données européenne d’occupation biophysique des sols Corine Land Cover (CLC), est marquée par l'importance des territoires agricoles (75,5 % en 2018), une proportion identique à celle de 1990 (75,5 %). La répartition détaillée en 2018 est la suivante : 
prairies (45,2 %), zones agricoles hétérogènes (30,3 %), forêts (24,5 %). L'évolution de l’occupation des sols de la commune et de ses infrastructures peut être observée sur les différentes représentations cartographiques du territoire : la carte de Cassini (XVIIIe siècle), la carte d'état-major (1820-1866) et les cartes ou photos aériennes de l'IGN pour la période actuelle (1950 à aujourd'hui).

### Lieux-dits et hameaux
Cinq quartiers composent la commune de Moncayolle-Larrory-Mendibieu :
Moncayolle
- Mitikile (Moncayolle en français) ;
- Mitikilezerra.

Larrory
- Larrori (Larrory en français) ;
- Larrorixiloa.

Mendibieu
- Mendibile (Mendibieu en français).

### Risques majeurs
Le territoire de la commune de Moncayolle-Larrory-Mendibieu est vulnérable à différents aléas naturels : météorologiques (tempête, orage, neige, grand froid, canicule ou sécheresse), feux de forêts et séisme (sismicité moyenne). Il est également exposé à un risque technologique,  le transport de matières dangereuses. Un site publié par le BRGM permet d'évaluer simplement et rapidement les risques d'un bien localisé soit par son adresse soit par le numéro de sa parcelle.

#### Risques naturels
Moncayolle-Larrory-Mendibieu est exposée au risque de feu de forêt. En 2020, le premier plan de protection des forêts contre les incendies (PDPFCI) a été adopté pour la période 2020-2030. La réglementation des usages du feu à l’air libre et les obligations légales de débroussaillement dans le département des Pyrénées-Atlantiques font l'objet d'une consultation de public ouverte du 16 septembre au 7 octobre 2022,.

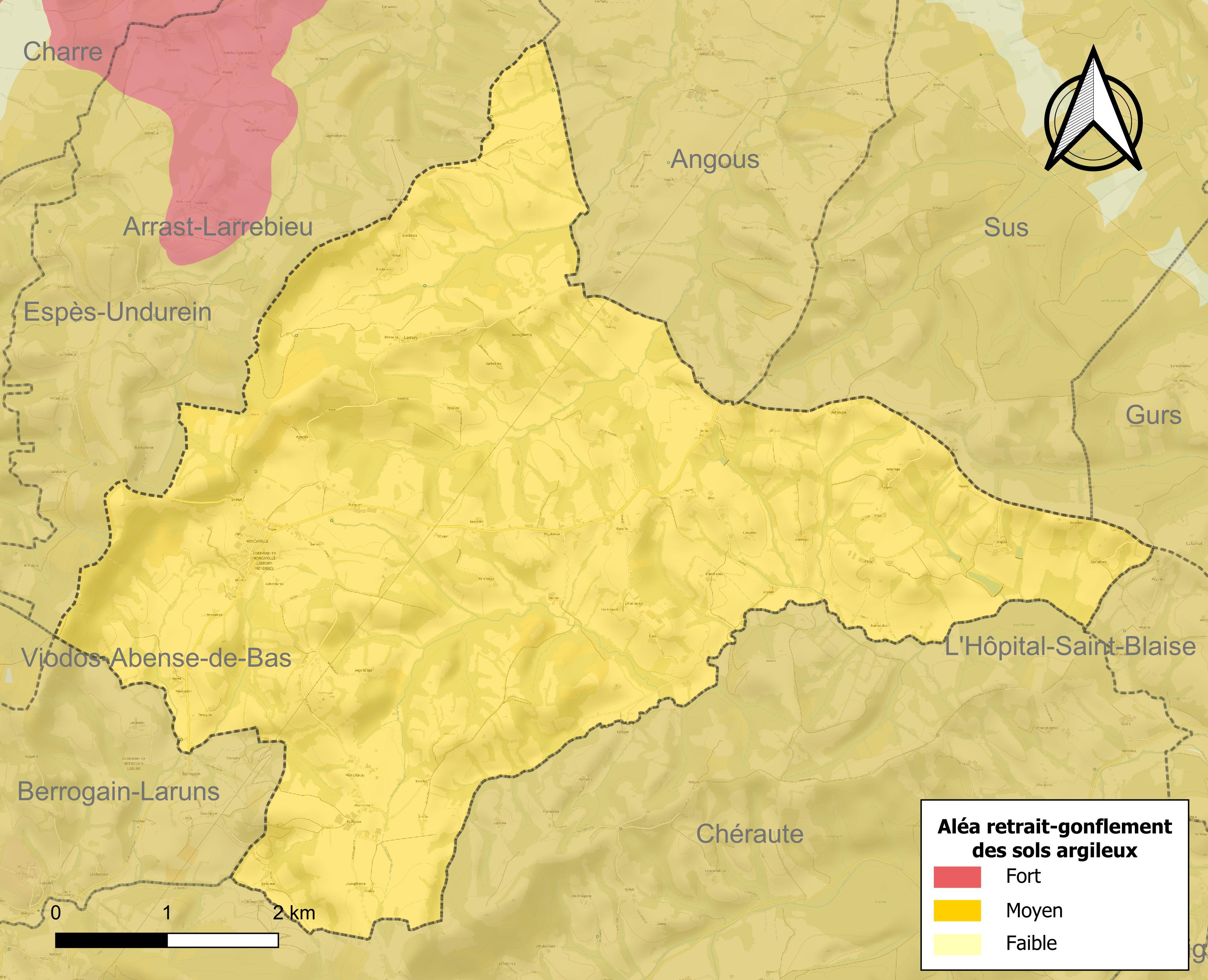
Carte des zones d'aléa retrait-gonflement des sols argileux de Moncayolle-Larrory-Mendibieu.

Le retrait-gonflement des sols argileux est susceptible d'engendrer des dommages importants aux bâtiments en cas d’alternance de périodes de sécheresse et de pluie. La totalité de la commune est en aléa moyen ou fort (59 % au niveau départemental et 48,5 % au niveau national). Depuis le 1er octobre 2020, en application de la loi ELAN, différentes contraintes s'imposent aux vendeurs, maîtres d'ouvrages ou constructeurs de biens situés dans une zone classée en aléa moyen ou fort,.
La commune a été reconnue en état de catastrophe naturelle au titre des dommages causés par les inondations et coulées de boue survenues en 1982, 1983, 2009 et 2014 et par des mouvements de terrain en 2010

## Toponymie

### Attestations anciennes
Le toponyme Moncayolle apparaît sous les formes Moncoyole (1391, notaires de Navarrenx), Moncayole et Moncayola (1480, contrats d'Ohix) et Moncayole à nouveau en 1793 ou an II.
Le toponyme Larrory apparaît sous les formes Larrori (1475, contrats d'Ohix) et Larori (1607, insinuations du diocèse d'Oloron).
Le toponyme Mendibieu apparaît sous les formes Mendeviu (1383, contrats de Luntz) et Mendibiu (1466, contrats d'Ohix).

### Graphie basque
Son nom basque actuel est Mitikile-Larrori-Mendibile.

## Histoire
La commune a été créée le 5 août 1842 par la réunion des communes de Moncayolle, de Larrory et de Mendibieu.

## Politique et administration
| Période | Période  | Identité              | Étiquette | Qualité |
| ------- | -------- | --------------------- | --------- | ------- |
| 1995    | 2014     | Jean-Louis Sallaberry |           |         |
| 2014    | En cours | Jean-Michel Prat      |           |         |

### Intercommunalité
Moncayolle-Larrory-Mendibieu appartient à cinq structures intercommunales :
- la communauté d'agglomération du Pays Basque ;
- le syndicat AEP du pays de Soule ;
- le syndicat d’assainissement du pays de Soule ;
- le syndicat d’énergie des Pyrénées-Atlantiques ;
- le syndicat intercommunal pour le soutien à la culture basque.

## Population et société

### Démographie

#### Évolution démographique
L'évolution du nombre d'habitants est connue à travers les recensements de la population effectués dans la commune depuis 1793. Pour les communes de moins de 10 000 habitants, une enquête de recensement portant sur toute la population est réalisée tous les cinq ans, les populations de référence des années intermédiaires étant quant à elles estimées par interpolation ou extrapolation. Pour la commune, le premier recensement exhaustif entrant dans le cadre du nouveau dispositif a été réalisé en 2006.

En 2022, la commune comptait 289 habitants, en évolution de −8,83 % par rapport à 2016 (Pyrénées-Atlantiques : +3,78 %, France hors Mayotte : +2,11 %).
| 1793 | 1800 | 1806 | 1821 | 1831 | 1836 | 1841 | 1846 | 1851 |
| ---- | ---- | ---- | ---- | ---- | ---- | ---- | ---- | ---- |
| 589  | 586  | 558  | 570  | 642  | 674  | 986  | 921  | 851  |

| 1856 | 1861 | 1866 | 1872 | 1876 | 1881 | 1886 | 1891 | 1896 |
| ---- | ---- | ---- | ---- | ---- | ---- | ---- | ---- | ---- |
| 761  | 730  | 701  | 658  | 655  | 646  | 606  | 553  | 523  |

| 1901 | 1906 | 1911 | 1921 | 1926 | 1931 | 1936 | 1946 | 1954 |
| ---- | ---- | ---- | ---- | ---- | ---- | ---- | ---- | ---- |
| 523  | 532  | 495  | 487  | 499  | 442  | 438  | 401  | 398  |

| 1962 | 1968 | 1975 | 1982 | 1990 | 1999 | 2006 | 2011 | 2016 |
| ---- | ---- | ---- | ---- | ---- | ---- | ---- | ---- | ---- |
| 382  | 375  | 336  | 339  | 357  | 344  | 345  | 334  | 317  |

| 2021 | 2022 | - | - | - | - | - | - | - |
| ---- | ---- | - | - | - | - | - | - | - |
| 295  | 289  | - | - | - | - | - | - | - |

#### Pyramide des âges
La population de la commune est relativement âgée. En 2018, le taux de personnes d'un âge inférieur à 30 ans s'élève à 24,6 %, soit un taux inférieur à la moyenne départementale (30,9 %). À l'inverse, le taux de personnes d'un âge supérieur à 60 ans (34,0 %) est supérieur au taux départemental (30,5 %).
En 2018, la commune comptait 151 hommes pour 158 femmes, soit un taux de 51,13 % de femmes, inférieur au taux départemental (52,08 %).
Les pyramides des âges de la commune et du département s'établissent comme suit :
| Hommes | Classe d’âge | Femmes |
| ------ | ------------ | ------ |
| 1,3    | 90 ou +      | 1,8    |
| 5,5    | 75-89 ans    | 11,8   |
| 24,8   | 60-74 ans    | 22,7   |
| 29,2   | 45-59 ans    | 20,0   |
| 17,1   | 30-44 ans    | 16,8   |
| 8,3    | 15-29 ans    | 12,4   |
| 13,9   | 0-14 ans     | 14,5   |

| Hommes | Classe d’âge | Femmes |
| ------ | ------------ | ------ |
| 1      | 90 ou +      | 2,6    |
| 8,7    | 75-89 ans    | 11,8   |
| 18,9   | 60-74 ans    | 19,8   |
| 21     | 45-59 ans    | 20,3   |
| 17,9   | 30-44 ans    | 17,3   |
| 16,2   | 15-29 ans    | 14     |
| 16,3   | 0-14 ans     | 14,2   |

### Enseignement
La commune dispose d'une école primaire publique.

## Économie
L'activité est essentiellement tournée vers l'agriculture (élevage, maïs, pâturages). La commune fait partie de la zone d'appellation de l'ossau-iraty.

## Culture locale et patrimoine

### Patrimoine civil
Un manoir du XVe siècle se dresse sur la commune. Il est inscrit aux monuments historiques depuis 1973.

### Patrimoine religieux
L'église Sainte-Engrâce date du XVIIe siècle et a été reprise et restaurée aux XVIIIe et XIXe siècles. Elle possède un clocher-mur dit trinitaire ou souletin, c'est-à-dire que la crête du mur, percé de baies où tintent les cloches, s'y achève par trois grandes pointes à peu près d'égale hauteur, figurant la Trinité.

### Personnalités liées à la commune
née au XVIIe siècle
- Bernard Goyheneche dit Matalas, curé de Moncayolle dont il était natif, prit en 1661 la tête d'une révolte de paysans souletins contre l'accroissement des impôts royaux. Il fut arrêté à Ordiarp et décapité[56].

née au XVIIIe siècle
- Jean-Pierre d’Arraing (1756-1833), homme politique né à Moncayolle, maire de Mauleon, député du tiers état aux États généraux de 1789.

née au XIXe siècle
- Bernard Carricart, né à Moncayolle le premier avril 1844, émigré en Argentine (naturalisé sous le nom de Bernardo Carricart Haramburu), est un des ancêtres de Máxima Zorreguieta, reine des Pays-Bas.

née au XXe siècle
- Jean-Michel Aphatie, animateur sur Europe 1[57] est né à Moncayolle-Larrory-Mendibieu.

### Héraldique

#### Moncayolle
|  | Les armes de Moncayolle se blasonnent ainsi : D'or à la bande de sinople. |